# World of Warcraft: Wrath of the Lich King
World of Warcraft: Wrath of the Lich King – drugi dodatek do gry World of Warcraft. Został oficjalnie ogłoszony podczas konferencji BlizzCon, 3 sierpnia 2007 roku. Premiera odbyła się 13 listopada 2008.

## Zawartość

### Northrend
Dodatek ten wprowadził do gry nowy kontynent w północnej części Azeroth - lodowy Northrend, który jest pod kontrolą tytułowego króla lisza (Lich King). Sam kontynent ma kształt półksiężyca. Na kontynencie znajdują się następujące obszary: Howling Fjord, Borean Tundra, Dragonblight, Zul'Drak, Grizzly Hills, Sholazar Basin, Crystalsong Forest, The Storm Peaks, Icecrown i Wintergrasp  Według twórców jego powierzchnia ma być zbliżona rozmiarami do Outland. Gracze mogą wybrać, od której strony będą chcieli poznać nowy kontynent: czy rozpoczną od Howling Fjord we wschodniej części bądź Borean Tundra w zachodniej. Cały kontynent umożliwia zdobycie poziomów postaci od 68 do 80. 
Gracze Hordy uzyskali dostęp do Howling Fjord przez zeppeliny kursujące z Undercity do Vengeance Landing. Sojusz uzyskał dostęp dzięki łodziom odpływającym z Menethil Harbor do Valgarde. Borean Tundra jest dostępna przez zeppelin Hordy lecący do Warsong Hold oraz łódź Sojuszu ze Stormwind Harbor płynącą do Justice Keep.
Odbudowane miasto magów Dalaran zostało przeniesione za pomocą magii ze swojej pierwotnej lokacji i występuje jako stolica neutralna (podobnie jak Shattrath City w Outland). Dostęp do Dalaranu możliwy jest zarówno przy użyciu latającego wierzchowca jak i pieszo.

### Klasy
Rycerz śmierci (ang. Death Knight) to klasa bohatera, która jest dostępna dla graczy, którzy posiadają już jakąś postać na poziomie co najmniej 55. Gracz może stworzyć nową postać z klasą rycerza śmierci, która rozpoczyna grę na poziomie postaci 55 w nekropolii w Eastern Plaguelands. Postać od początku wyposażona jest w podstawowy ekwipunek. Klasa ta zamiast systemu many, energii bądź furii używa energii run. Runy są podzielone na trzy kategorie: Blood, Frost i Unholy.

### Profesje
Inskrypcja (ang. Inscription) jest nową profesją, która pozwala graczom na zwiększenie mocy ich zaklęć, poprzez dodanie przedefiniowanych efektów (glyph). Profesja ta pozwala także na tworzenie zwojów dla graczy zajmujących się ulepszaniem przedmiotów (Enchanting). 

### PvP
Do gry dołączono nowe pole bitwy (battleground) przeznaczone dla 15 graczy - Strand of the Ancients. Polega ono na jak najszybszym dotarciu do relikwii przeciwnika i przerwaniu linii jego obrony. W tym celu używa się pojazdów oblężniczych jak i ładunków wybuchowych.
Do gry wprowadzono także Wintergrasp, krainę, w której gracze okresowo toczą bitwę o znajdującą się tam fortecę. Każdy budynek znajdujący się na tym terenie podlega zniszczeniu. Gracze atakujący muszą jak najszybciej dotrzeć do relikwii znajdującej się w sercu fortecy i tym samym zająć ją na okres kolejnych dwóch godzin. Gracze, którzy kontrolują Wintergrasp uzyskują dostęp do znajdującego się tam rajdu - Vault of Archavon.
W patchu 3.2 dodano Isle of Conquest. Jest to połączenie Alterac Valley oraz Wintergrasp. Gracze mają za zadanie dokonać szturmu na fortecę przeciwnika przy użyciu kilku pojazdów, statku powietrznego i bomb. W fortecy znajduje się przywódca oddziałów, którego zabicie kończy rozgrywkę.

### Rozwijanie postaci
Dodatek pozwala graczom na awans postaci do 80 poziomu, dodając tym samym 10 punktów talentów do dyspozycji graczy oraz odpowiednio poszerzając drzewko talentów. Istniejące profesje zyskały nowe ograniczenie poziomu w wysokości 450.
W miastach pojawił się fryzjer, gdzie gracze mogą w czasie gry zmienić wygląd - do tej pory było to niemożliwe od czasu utworzenia postaci.
Latające wierzchowce można również dosiąść w nowej krainie, po wykupieniu odpowiedniej umiejętności (od poziomu 77), lub po nauczeniu się jej ze specjalnej księgi (od 68 poziomu). Wszystkie wierzchowce (zarówno te naziemne jak i latające) nie zajmują już miejsca w torbach. Można nauczyć ich tak jak niektórych czarów lub umiejętności z książek. To samo dotyczy różnych zwierząt (non-combat pets).

### Inne cechy
Dodatek ma również na celu polepszenie jakości grafiki w grze. Usprawnione zostało m.in. rzucanie cieni, które znalazło zastosowanie m.in. w lodowych jaskiniach.
W dodatku wprowadzono także system osiągnięć które gracz może otrzymywać za wykonanie określonych zadań (zdobycie danego poziomu, eksploracje nowego obszaru itp).